# 亚夫方罍

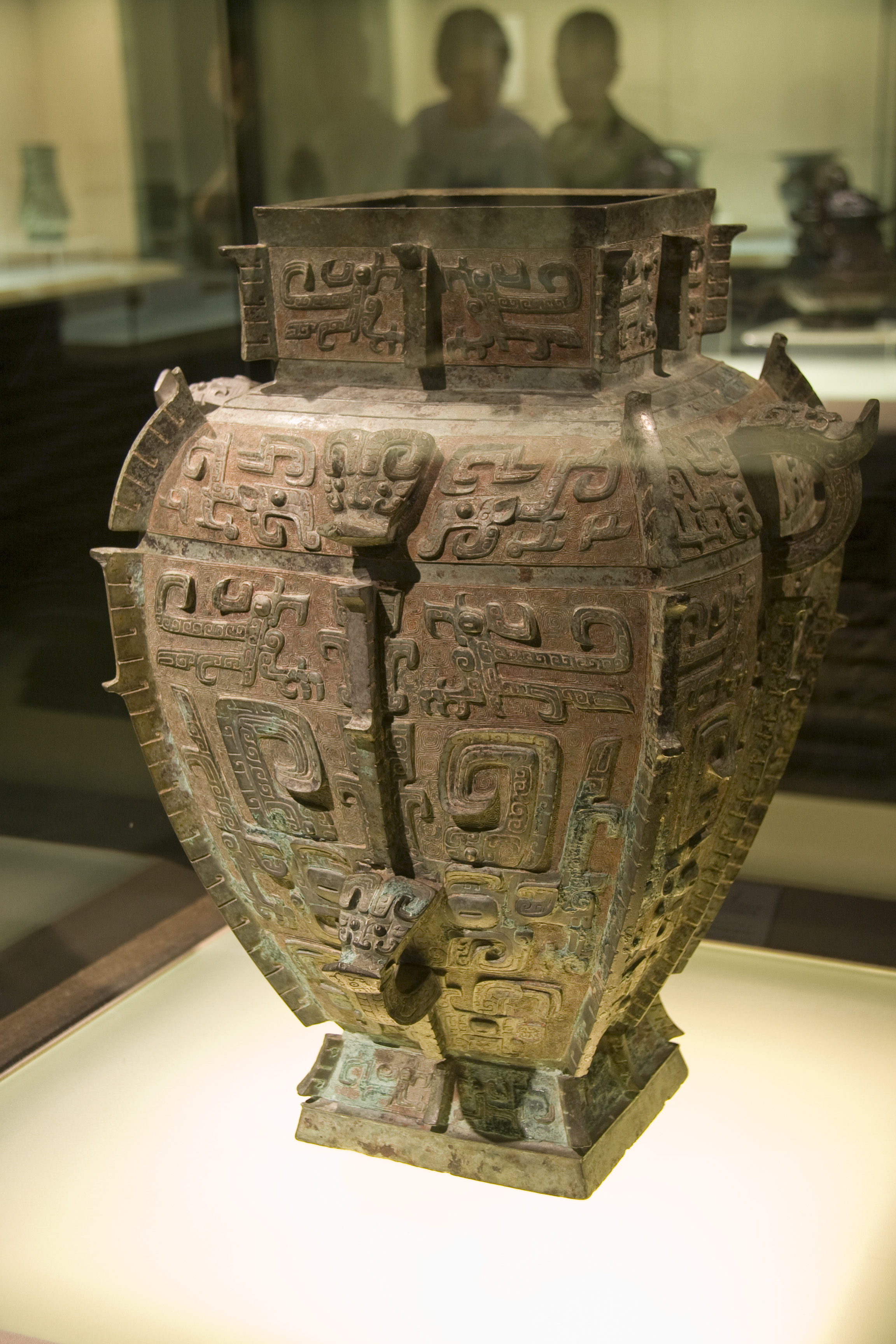
亚方罍

亚方罍是中国商代晚期青铜盛酒器，属于传世极少的大型方形罍，因铭文有“亚”二字得名，现藏于上海博物馆。
亚方罍大致为方体，形态厚重。高53厘米，口沿纵长17.2厘米、横长20.1厘米，质量为29.68千克。颈部直，肩部圆而宽，腹部纵向窄而横向宽，腹部以下逐渐收敛，圈足外撇。器四壁中线及四角都设有宽厚的棱脊，左右肩各有一兽首形耳，下腹正面有一兽首形鋬。
亚方罍的纹饰繁复精细，具有神奇诡秘的气息，属于典型的商朝青铜器风格。由上至下，该器纹饰大致可分为三段。首先是颈部的凤鸟纹和肩部的单角夔龙纹。其次是腹部的三段纹饰。腹部中间是整个青铜器装饰的主纹，为双角耸立、獠牙狰狞的内卷角兽面纹，在兽面纹的角上还有一目，尤为怪异。腹部上栏是与主纹相配的弯角勾喙凤鸟纹，下栏是外卷角兽面纹。最后，圈足装饰凤鸟纹，与腹部下栏的兽面纹相配。除了通体纹饰，为追求繁缛富丽的装饰效果，该器还在纹饰上采用“三层花”的装饰工艺：即，作为底纹的云雷纹、作为主纹的凤鸟纹、夔龙纹、兽面纹，以及在凤鸟纹等纹饰上进一步修饰的阴刻卷曲纹。此外，在肩部中央还设高浮雕羊角兽。
亚方罍的铭文位于颈部内壁，共两行。右侧文字尚未得到解读，左侧外部为一“亞”字，内部为一字，该器因此得名。

## 内部特点
- 古代青铜罍由于当时工艺技术问题，底部和器物身体不能一次完成，所以底部是后加的，古代青铜罍底部很厚，上海青铜方罍达到5厘米。

- 上海青铜方罍是高浮雕，厚薄相差很大，古代青铜罍由于在土里埋藏3000年，经过热胀冷缩变形，青铜罍内部也有与外部对应的花纹形状的凹凸。这种凹凸在古代制造时候是没有的，古代内范是平整的（内范没有必要刻上与外部一样的花纹）经过3000年变化，造成现在凹凸不平。